# Tibério Cácio Césio Frontão
Tibério Cácio Césio Frontão (em latim: Tiberius Catius Caesius Fronto) foi um senador romano nomeado cônsul sufecto para o nundínio de setembro a dezembro de 96 com um colega de nome incerto ("Marco Calpúrnio [...]ico"). Eles eram os cônsules presidindo o Senado Romano quando o imperador Domiciano foi assassinado e Nerva foi eleito no seu lugar (18 de setembro). Frontão era amigo de Plínio, o Jovem, e é mencionado por ele quatro vezes suas cartas.
A partir de elementos de seu nome, Olli Salomies defende que Frontão provavelmente foi adotado pelo senador e poeta Sílio Itálico, cujo nome completo era Tibério Cácio Ascônio Sílio Itálico, e seu nome de nascimento era Tibério Césio Frontão. Outra hipótese, menos provável, é que ele era sobrinho de Itálico.

## Advogado
Plínio o descreve como “um homem com a maior habilidade em arrancar lágrimas” e menciona-o no contexto de três diferentes julgamentos: na condenação do caso de Mário Prisco, o procônsul da África indiciado por seus governados por extorsão, ⁣ no processo de Júlio Basso, acusado de má gestão na Bitínia e Ponto e, finalmente, no processo de Vareno Rufo, também acusado de má gestão pela população de Bitínia e Ponto. Estes casos revelam que Frontão estava ativo no Senado nos primeiros anos do século II. Plínio pode ainda ter se referido a Frontão quando ele escreveu para seu amigo Canínio Rufo sobre a morte de Sílio Itálico. Nesta carta ele menciona que o filho mais velho dele estava bem e havia chegado ao consulado.
Embora não se saiba o nome de sua esposa, sabe-se que Frontão teve uma filha, Césia Frontina.

## Carreira senatorial
Não se conhece nenhum cargo assumido por Frontão, nem a serviço do imperador e nem como procônsul pelo Senado. Segundo as Acta Arvalia, Frontão foi admitido entre os irmãos arvais e participou de seus encontros em 98 e 105.
Porém, John D. Grainger acredita que ele era um dos dois cônsules quando Domiciano foi assassinado e participou da conspiração. Ele defende que a família de Frontão era uma forte apoiadora do partido contrário a Domiciano, apesar de não ser hostil à dinastia flaviana na totalidade. Ao nomeá-lo para o prestigioso e influente posto de cônsul, Domiciano estava colocando em prática sua política de nomear membros de diferentes grupos e facções no Senado para conseguir apoio. Finalmente, Grainger nota que, ao saber da morte do imperador, os cônsules, que presidiam o Senado e tinham autoridade para convocá-lo, chamaram os senadores para uma sessão extraordinária no dia seguinte. "Se ele não estivesse originalmente envolvido no complô", lembra Grainger, “teria levado algum tempo para convencê-lo do assassinato e ele certamente exigiria provas — ver o corpo, sem dúvida — o que atrasaria o desenrolar dos eventos ainda mais. Os atrasos acumulados chegariam a várias horas, mas, ainda assim, o Senado se reunião na manhã seguinte”.